# Phyllodactylus inaequalis
Espèce
Statut de conservation UICN

 LC  : Préoccupation mineure
Phyllodactylus inaequalis est une espèce de geckos de la famille des Phyllodactylidae.

## Répartition et habitat
Cette espèce se rencontre dans le nord-ouest du Pérou et dans le nord du Chili. Elle vit dans les déserts côtiers, les prairies et les broussailles.

## Publication originale
- Cope, 1875 : Report on the Reptiles brought by Professor James Orton from the middle and upper Amazon and western Peru. Journal of the Academy of Natural Sciences of Philadelphia, sér. 2, vol. 8, p. 159-183 (texte intégral).